# Liste der Biografien/Krun
Liste der Biografien |
Portal Biografien |
Personensuche
# |
A |
B |
C |
D |
E |
F |
G |
H |
I |
J |
K |
L |
M |
N |
O |
P |
Q |
R |
S |
T |
U |
V |
W |
X |
Y |
Z |
?
 
Ka |
Kb |
Kc |
Kd |
Ke |
Kf |
Kg |
Kh |
Ki |
Kj |
Kl |
Km |
Kn |
Ko |
Kp |
Kr |
Ks |
Kt |
Ku |
Kv |
Kw |
Ky |
Kx |
Kz
 
Kra |
Krb |
Krc |
Kre |
Krg |
Krh |
Kri |
Krj |
Krk |
Krl |
Krm |
Krn |
Kro |
Krp |
Krs |
Krt |
Kru |
Kry |
Krz
 
Krua |
Krub |
Kruc |
Krud |
Krue |
Kruf |
Krug |
Kruh |
Krui |
Kruj |
Kruk |
Krul |
Krum |
Krun |
Kruo |
Krup |
Krus |
Krut |
Kruu |
Kruy |
Kruz
Die Liste der Biografien führt alle Personen auf, die in der deutschsprachigen Wikipedia einen Artikel haben. Dieses ist eine Teilliste mit 13 Einträgen von Personen, deren Namen mit den Buchstaben „Krun“ beginnt.

## Krun

### Krune
- Krünert, Robert (1866–1945), deutscher Fechter und Olympiateilnehmer
- Krünes, Helmut (* 1941), österreichischer Chemiker, Industriemanager und Politiker (FPÖ), Landtagsabgeordneter, Abgeordneter zum Nationalrat

### Krung
- Krungolcas, Edvinas (* 1973), litauischer Pantathlet

### Kruni
- Krunić, Aleksandra (* 1993), serbische TennisspielerinAleksandra Krunić (* 1993)

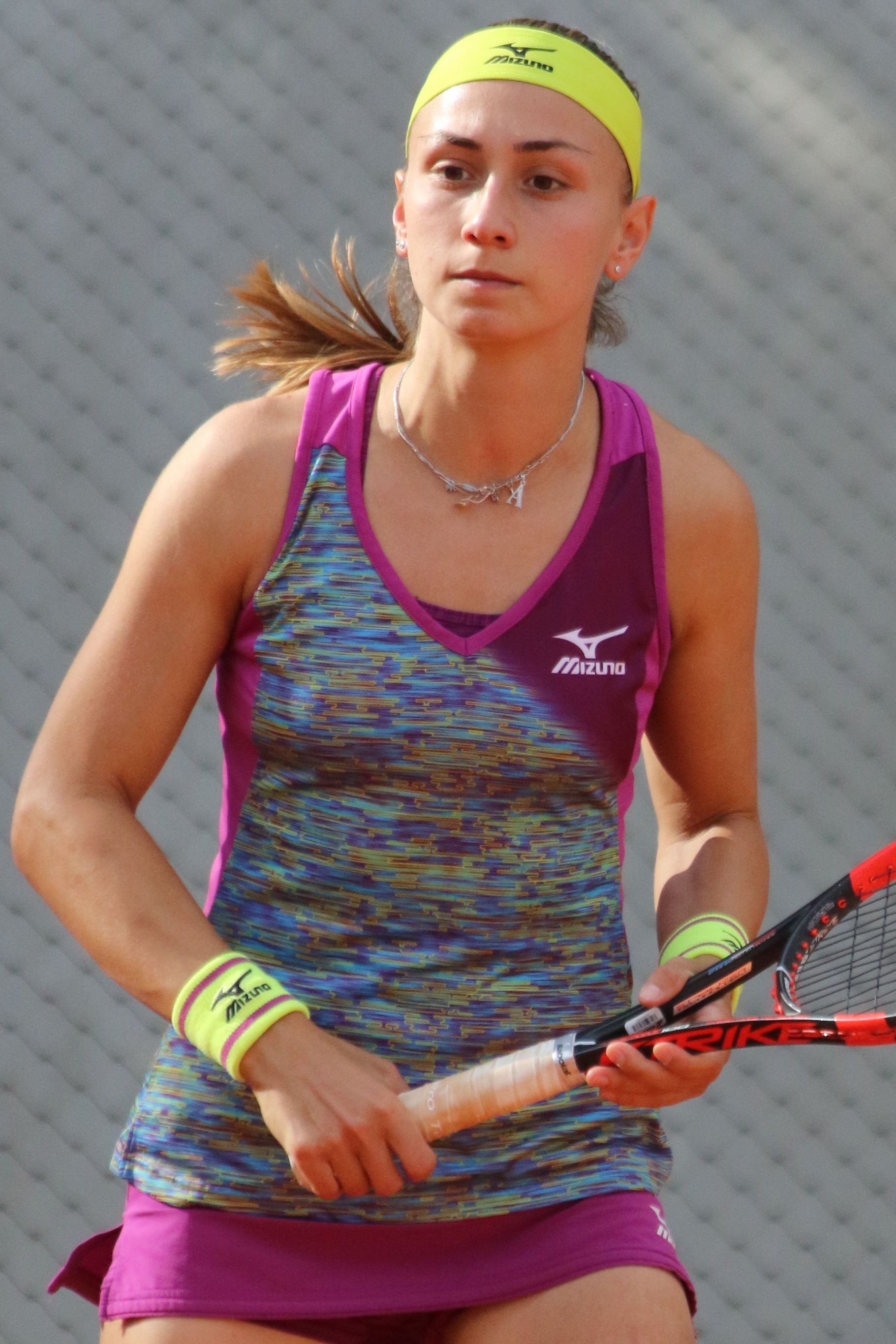
Aleksandra Krunić (* 1993)

- Krunić, Boško (1929–2017), jugoslawischer Politiker
- Krunić, Marko (* 2000), schweizerisch-serbischer Fussballspieler
- Krunić, Predrag (* 1967), bosnisch-serbischer Basketballtrainer
- Krunić, Rade (* 1993), bosnisch-herzegowinischer Fußballspieler
- Krunić, Spasoje (1939–2020), jugoslawischer bzw. serbischer Architekt und Politiker (SPO)
- Krünitz, Johann Georg (1728–1796), deutscher Lexikograph und Enzyklopädist

### Krunn
- Krunnfusz, Dan (* 1955), US-amerikanischer Komponist und Chorleiter
- Krunnfusz, Gordon (1931–2011), US-amerikanischer Musikpädagoge und Komponist

### Krunt
- Kruntorad, Paul (1935–2006), österreichischer Schriftsteller, Dramaturg und Kulturkritiker